# Matthias Johann Eisen

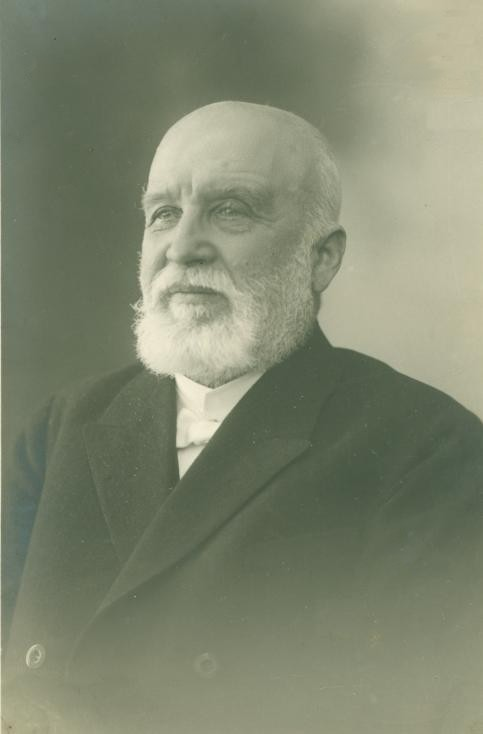
Matthias Johann Eisen

Matthias Johann Eisen (* 28. September 1857 in Vigala (deutsch: Fickel), Läänemaa, Estland; † 6. August 1934 in Tartu (Dorpat), Estland) war ein estnischer Volkskundler, Ethnologe und Dichter mit dem Pseudonym M. Oese.

## Leben
Eisen wurde als Sohn des Schullehrers des Dorfes Oese geboren. Ab 1871 besuchte er die Dritte Stadt-Elementarknabenschule in Pärnu (Pernau), an der die Unterrichtssprachen Deutsch und Russisch waren. 1872 wechselte er zur Kreisschule nach Haapsalu (Hapsal), wo Eisen nur in Deutsch unterrichtet wurde, jedoch Latein, Griechisch und Französisch erlernte. Ab 1875 besuchte er das Gymnasium in Pärnu. In dieser Zeit schrieb er kleinere Traktate über Geschichtsthemen und fertigte Übersetzungen aus dem Französischen und Deutschen an.
1879 wurde Eisen Theologiestudent an der Kaiserlichen Universität Dorpat, die er 1885 abschloss. In seiner Studienzeit hatte er Kontakt zu den beiden wichtigen nationalen Vereinigungen der Esten, dem Eesti Üliõpilaste Selts (Verein Studierender Esten) und dem Eesti Kirjameeste Selts (Estnischen Literaturverein).
Eine Anstellung als Theologe war zu dieser Zeit für einen Esten in der von Deutschen dominierten Kirche Estlands sehr schwierig. Deshalb wandte er sich der Lutherischen Kirche in Sankt Petersburg zu. Eisen wurde am 21. Dezember 1886 als Pastor in Lempaala in Ingermanland ordiniert. 1887 ging er nach Karelien, in Petrosawodsk wurde er Vikar. 1888 dann wurde er wieder Pastor in Kattila, bevor er dann von 1888 bis 1912 eine Stelle als Pastor an der Nikolaikirche in Kronstadt innehatte. Daneben war er auch für die lutherischen Angehörigen der russischen Kriegsmarine in Kronstadt zuständig. Seine Gottesdienste hielt er in estnischer, finnischer und schwedischer Sprache.
1889 heiratete Eisen Ella Petronius, die der Bevölkerungsminderheit der Ingrier angehörte. Bis 1922 hielt er Religionsunterricht in Estnisch, aber auch in Finnisch oder Deutsch ab und gab Sprachkurse für Estnisch in Volks- und Oberschulen.

## Volkskundler
Eisen verließ seinen Posten in Kronstadt aus gesundheitlichen Gründen, ihm bekam das feuchte Meeresklima nicht, und ging nach Tartu. Er hatte sich schon in den Jahren vor seiner Rückkehr nach Estland mit der Volkskunde seines Landes befasst und Bücher über die Geschichten aus dem Volke veröffentlicht. Das bedeutendste war das vierbändige Werk Eesti rahvanali aus dem Jahre 1909, das 1910 erneut aufgelegt wurde.
1919 wurde Eisen zuerst als Privatdozent und 1921 als persönlicher Professor an die Universität Tartu berufen, um dort estnisches Volkstum zu lehren. Die Universität hatte sich nach der Unabhängigkeit des Landes zu einer nationalen Universität gewandelt. 1927 wurde er offiziell verabschiedet, gab jedoch gelegentlich noch Vorlesungen.

## Veröffentlichungen (Auswahl)

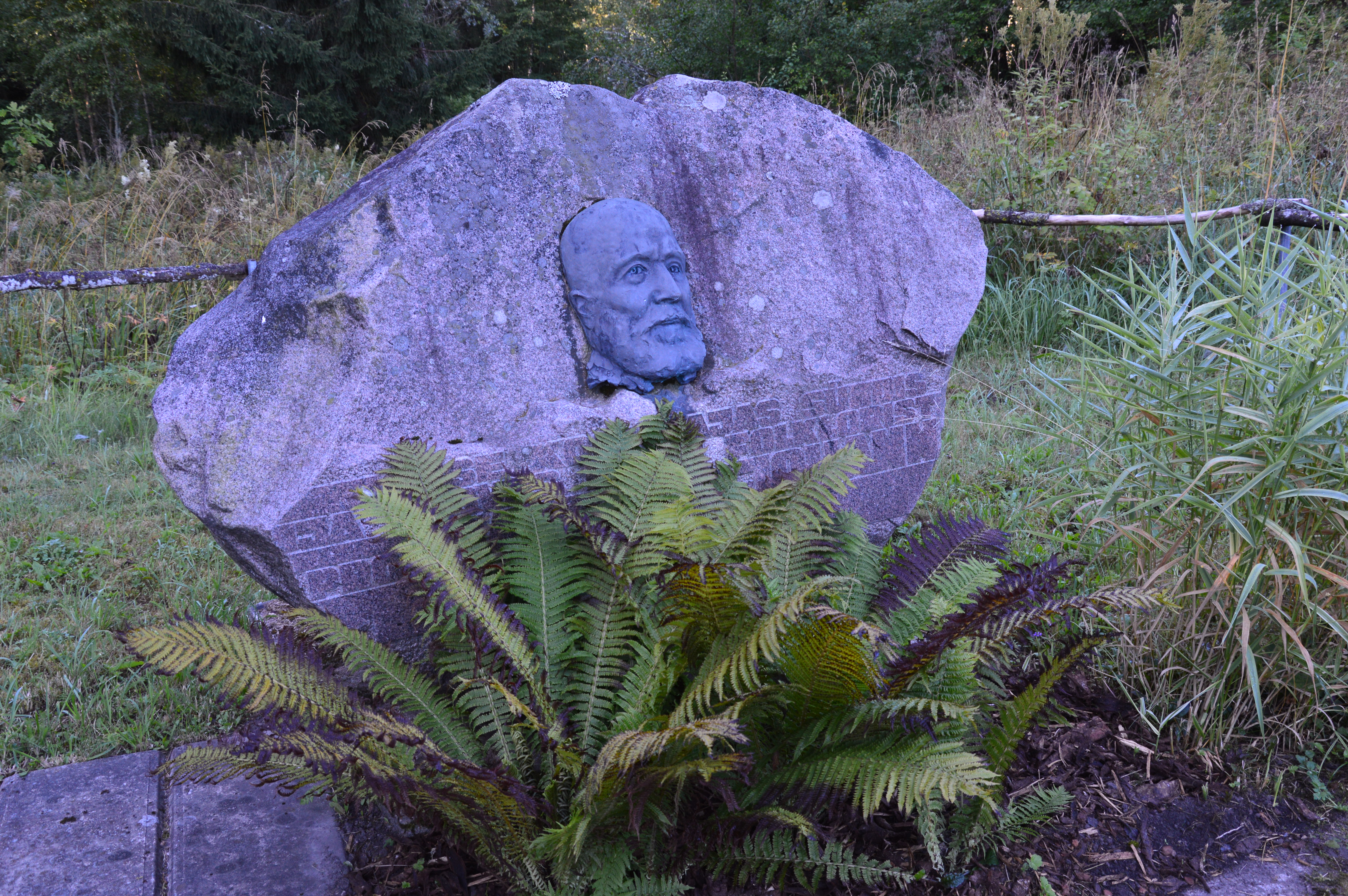

Eisen war ungeheuer produktiv und hat in seinem Leben „über 200 Bücher“ publiziert, von denen indes nur „ein kleiner Teil von bleibendem Wert ist.“ Als wichtigste Veröffentlichungen können die folgenden genannt werden:
- 1909: Eesti rahvanali ('Estnische Schwänke'). Narva.
- 1911: Eesti ennemuistsed jutud ('Estnische Märchen'). Tartu.
- 1914: Eesti vanadsõnad ('Estnische Sprichwörter'). Tartu.
- 1919: Eesti müütoloogia. ('Estnische Mythologie'). Tartu.
- 1920: Eesti uuem müütoologia. ('Neuere estnische Mythologie'). Tartu.
  - 1925: deutsch: Estnische Mythologie, vom Verfasser revidiert und mit Anmerkungen versehen; Otto Harrassowitz, Leipzig 1925.
- 1926: Eesti vana usk. ('Estlands alter Glaube'). Tartu.
- 1931: Meie jõulud.
- 1932: Kevadised pühad. ('Frühlingsfeste') Tartu.

Neuausgaben:
- 1993: Eesti vanasõnad. Perioodika, Tallinn, ISBN 5797904470.
- 1996: Hrsg. Külli Laugaste: Näidendid, Tartu Ülikooli Kirjastus, ISBN 9985-56-181-3.

## Eisen als Dichter
Neben seinem bedeutenden volkskundlichen Werk ist Eisen auch als Dichter in Erscheinung getreten. Er stellte Anthologien estnischer Dichtung zusammen, fertigte eine Übersetzung des finnischen Kalevala an (1891–98) und publizierte eine Reihe von Gedichtbänden. Beachtung findet heute jedoch allenfalls noch seine epische Lyrik.
Im deutschsprachigen Raum sind viele seiner Märchen in verschiedenen Märchensammlungen erschienen. Früher sind auch einige seiner Gedichte in der Düna-Zeitung oder dem St. Petersburger Herold in deutscher Übersetzung erschienen. Vereinzelt sind seine Gedichte auch in Übersetzungsanthologien aufgenommen worden.